# Patch (Software)

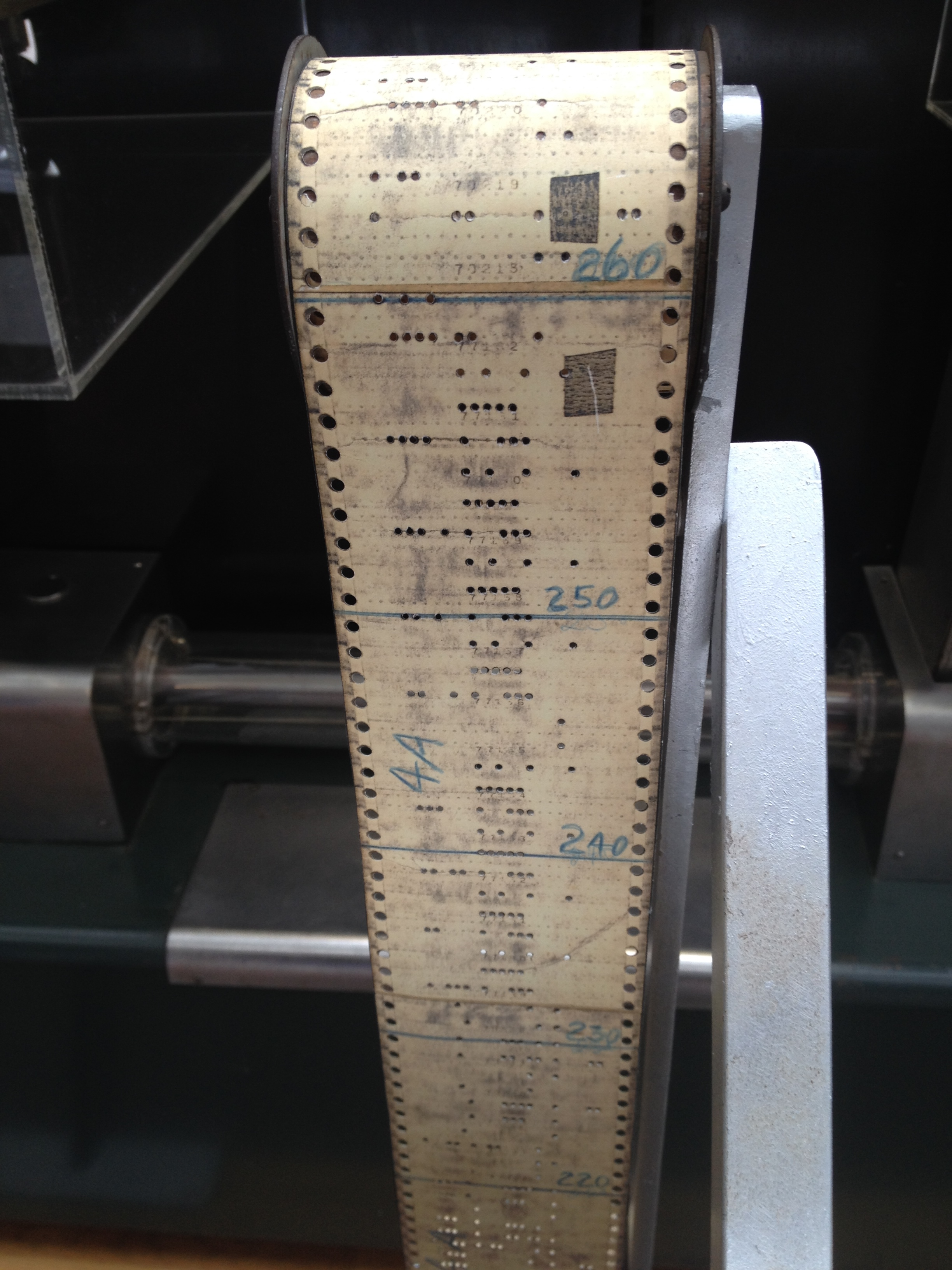
Lochstreifen mit zwei Flicken

Ein Patch (Maskulinum, selten Neutrum; von englisch to patch = flicken, ausbessern und patch = [aufgesetzter] Flicken, Flickwerk in der Bedeutung von Reparatur bzw. Nachbesserung) ist eine Korrekturauslieferung für Software oder Daten aus Endanwendersicht, um Fehler zu beheben, bekannt gewordene Sicherheitslücken zu schließen sowie bislang nicht vorhandene Funktionen nachzurüsten. Teilweise werden auch Änderungen an einer Software ohne Wissen der Käufer oder Nutzer von Software installiert, denn oftmals wird im Änderungsprotokoll (englisch changelog), wenn überhaupt vorhanden, nicht jede einzelne Änderung (bzw. jeder Einzel-Patch) auch dokumentiert. Größere Nachbesserungen, die nicht nur zahlreiche bereits davor erhältliche Patches (nach teils wöchentlichen „Patchdays“) enthalten, werden oft in Form von größeren Aktualisierungen verteilt, wie beispielsweise Service Packs bei (älteren) Windows- und Office-Versionen von Microsoft.
Der Begriff war bereits gebräuchlich, als (minimale) Korrekturen an Software noch auf Lochkarten durch Stanzen beziehungsweise Zukleben einzelner Löcher bewerkstelligt wurden.

## Abgrenzung
Ein Patch ist eine Fehlerbehebung für ausführbare Programme beziehungsweise Betriebssysteme und kann auch kleinere Funktionserweiterungen enthalten. Er wird mitunter zeitlich begrenzt angeboten, bis mit einem Versions-Update das Problem auch in der aktuell verfügbaren Programmversion behoben ist.
- Ein Bugfix behebt Fehler im Programm-Quellcode, die Fehlfunktionen hervorrufen können.
- Ein Hotfix ist eine besonders wichtige, sehr dringende Fehlerbehebung für ausführbare Programme beziehungsweise Betriebssysteme.
- Eine Aktualisierung (englisch Update) verändert den bestehenden Funktionsumfang von ausführbaren Programmen und enthält oft auch Fehlerbereinigungen.

## Ziele für Patches

### Patch für Binärprogramme
Ein Patch für ein Binärprogramm ersetzt in der Regel eine oder mehrere Dateien durch eine neue Version. Patches für Binärprogramme werden meist von Herstellern proprietärer Software für ihre eigenen Programme veröffentlicht. Verbreitet sind Patches für Binärprogramme auch unter Softwarepiraten. Hier wird mit einem Patch meist ein Kopierschutz umgangen. Auch in der Computerspieleszene sind Patches verbreitet, um Spiele zu modifizieren.
Für Programme (oder seltener Betriebssysteme) werden auch Aktualisierungen per Internet angeboten, die heruntergeladen und eingespielt werden können. 
Zu Zeiten des Betriebssystems CP/M waren Bildschirm- und Druckersteuerung noch nicht Teil des Betriebssystems selbst. Die Anpassung in Form von Escape-Sequenzen oder kleinen Maschinenprogrammen musste daher im Code des Anwenderprogramms vorgenommen werden, der dazu bereits reservierte Patch-Bereiche vorsah. Beispiele dafür sind WordStar, dBASE und SuperCalc. Das Patchen wurde meist mit Hilfe eines Debuggers vorgenommen.

### Patch für Quellcode
Ein Patch für Quellcode enthält nur die geänderten Zeilen im Programmcode. Am weitesten verbreitet sind die Formate „Context-diff“ und „Unified-diff“. Diese Patches dienen dazu, die Änderungen zu dokumentieren und kommunizieren. Patches sind ein essenzieller Bestandteil der Softwareentwicklung.
Unter Unix werden Programmcode-Patches mit dem Programm diff erzeugt. Mit dem Programm patch, ursprünglich von Larry Wall geschrieben, kann man einen Patch automatisch einspielen.
Die meisten verbreiteten Versionsverwaltungssysteme benutzen Patches, um Änderungen zwischen Dateiversionen festzuhalten. In Git-Repositories können mittels git diff lokale Änderungen ausgegeben werden, mit git format-patch Patches (für den Versand per E-Mail) erstellt werden und mittels git apply Patches angewandt werden.

## Patch-Pakete
Oft fassen die Hersteller mehrere Patches zu einem „Paket“ zusammen, welches der Administrator insgesamt installieren sollte. Diese Pakete haben je nach Hersteller unterschiedliche Bezeichnungen. Auch unterscheidet man zwischen kumulierten (oft auch als kumulativ bezeichnet) und nicht-kumulierten Paketen. Bei kumulierten Paketen muss nur das neueste installiert werden, weil es die Patches der vorherigen Pakete enthält. Bei nicht-kumulierten Paketen muss man alle Pakete in der richtigen Reihenfolge installieren.
Beispiele:
- Hewlett-Packard: Patchkits für Tru64 UNIX, kumuliert
- Microsoft: Service Packs für Windows vor Windows 10, kumuliert
- SAP: Support Packages für SAP R/3, nicht-kumuliert
- Sun Microsystems: Patch Clusters für Solaris, kumuliert
- Oracle: Patchsets, kumuliert

## Herkunft
Patches werden nicht nur durch den ursprünglichen Softwarehersteller erstellt, sondern manchmal auch von Dritten mit unterschiedlicher Motivation.

### Crack
Ein Patch mit dem Zweck der Umgehung von Einschränkungen oder Sperren wird als „Crack“ bezeichnet. Dabei wird der Binärcode eines meist kommerziellen Programms z. B. zur Schonung der empfindlichen Original-CD derart verändert, dass dieses danach ohne Kopierschutz funktioniert. Diese Änderung ist in den meisten Ländern verboten.

### Community-Patch
Eine Software wird durch den ursprünglichen Hersteller und Rechtehalter nicht mehr nachgebessert, gepflegt, wenn der Support beendet wurde, ein Nachfolgeprodukt vertrieben wird oder die Firma nicht mehr existiert.
In diesen Fällen kann es vorkommen, dass die Nutzergemeinde versucht, die Pflege der Software mit Patches aufrechtzuerhalten, wenn dies nicht aus lizenzrechtlichen Gründen untersagt wird.